# Marathon (2002)
Marathon ist ein US-amerikanisches Drama von Regisseur Amir Naderi aus dem Jahr 2002. Der Film wurde 2003 am International Film Festival Rotterdam gezeigt.

## Handlung
Gretchen absolviert jährlich einen persönlichen Kreuzworträtsel-Marathon, bei dem sie innerhalb von 24 Stunden versucht, ihren Rekord von 77 gelösten Kreuzworträtseln zu knacken. Da sie sich umgeben von Verkehrslärm am besten konzentrieren kann, bewegt sie sich während des Marathons unentwegt durch New York City – via U-Bahn, Bus, oder zu Fuß.